# Lanțeve, Kuibîșeve
Lanțeve (în ucraineană Ланцеве) este o comună în raionul Kuibîșeve, regiunea Zaporijjea, Ucraina, formată numai din satul de reședință.

## Demografie
Componența lingvistică a comunei Lanțeve
     Ucraineană (91,86%)
     Rusă (7,2%)
     Alte limbi (0,47%)
Conform recensământului din 2001, majoritatea populației comunei Lanțeve era vorbitoare de ucraineană (91,86%), existând în minoritate și vorbitori de rusă (7,2%).